# ジュディス・バーシ
ジュディス・バーシ（Judith Barsi、1978年6月6日 – 1988年7月25日）は、アメリカ合衆国の子役。実年齢より幼い役を演じることが多かった。10歳のとき、父親によって殺害された。

## 生涯

### 俳優になるまで
本名をジュディス・エヴァ・バーシ（Judith Eva Barsi）といい、ハンガリー動乱からアメリカに逃げてきたハンガリー移民を両親として生まれた。母のマリアは女優を志していたが、後にその夢を娘に託した。ジュディスは5歳のときスケートリンクでスカウトされたが、3歳といっても通用する容姿だったという。ジュディスは70本以上のコマーシャルに出演し、間もなく映画に出演するようになった。
発音に関する指示を理解して実行する事はもちろんのこと、彼女はより頭を使う必要のある場面の演技もうまくこなすことができた。
彼女は10歳の時点で112cmと、年齢の割に小柄だったためUCLAでホルモンの治療を受けていた。
小学4年生に上がったころ、彼女の年収は約100,000ドルにもなり、そのお金でロサンゼルスに3つの寝室が付いた家を買う予算を得ることができた。

### 家庭内暴力
娘が有名になるにつれて、アルコール依存症だった父親は職業としていた配管工を解雇され、口汚く嫉妬深くなり、被害妄想を募らせるようになった。
アルコール依存症が悪化し、彼は3度飲酒運転で捕まっている。1986年12月、母親は夫に顔を殴られ首を絞められたと警察に通報した。物的証拠が見つからなかったため、それ以来夫を告発することはなくなった。
この通報の後、父親は飲酒をやめたが、妻子への暴力はやめなかった。父親は「二度とうちに帰らないんだったら、お前ののどを切り裂いてやる」とナイフを手に娘を脅したり、ハンガリーにいる妻の親類が亡くなったという電報を隠すこともあった。
ジュディスはかっとなった父親にフライパンやポットを投げつけられ鼻血を出したことを親友に話した。
度重なる虐待から、ジュディスは太りだし、自分のまつげや飼い猫のひげを抜くといった奇行が目立つようになった。
『天国から来たわんちゃん　チャーリーのお話』の歌唱オーディション中にエージェントの前で泣き出したため、母親は彼女を児童心理学者の元へ連れて行った。結果、身体的・精神的虐待が認められ児童保護サービスへ通報された。
夫と離婚する準備を行い、ジュディスを連れてロサンゼルス市内のパノラマシティにアパートを借りて夫から逃げるとジュディスの母親がケースワーカーに伝えたため、調査は中止された。
母親の友人たちは彼女の逃亡計画を実行すべきだと忠告したが、母親は住み慣れた家や財産を失いたくないため、計画を断念した。
父親が潔癖症になったので母親は追い出すべく家の掃除をやめた結果、家は豚小屋と揶揄されるほど汚くなっていった。
一家殺人事件から数週間前、母親は隣人に、夫にとられる前に娘の連邦税還付金12,000$分の小切手を換金する旨を話した。

### 死

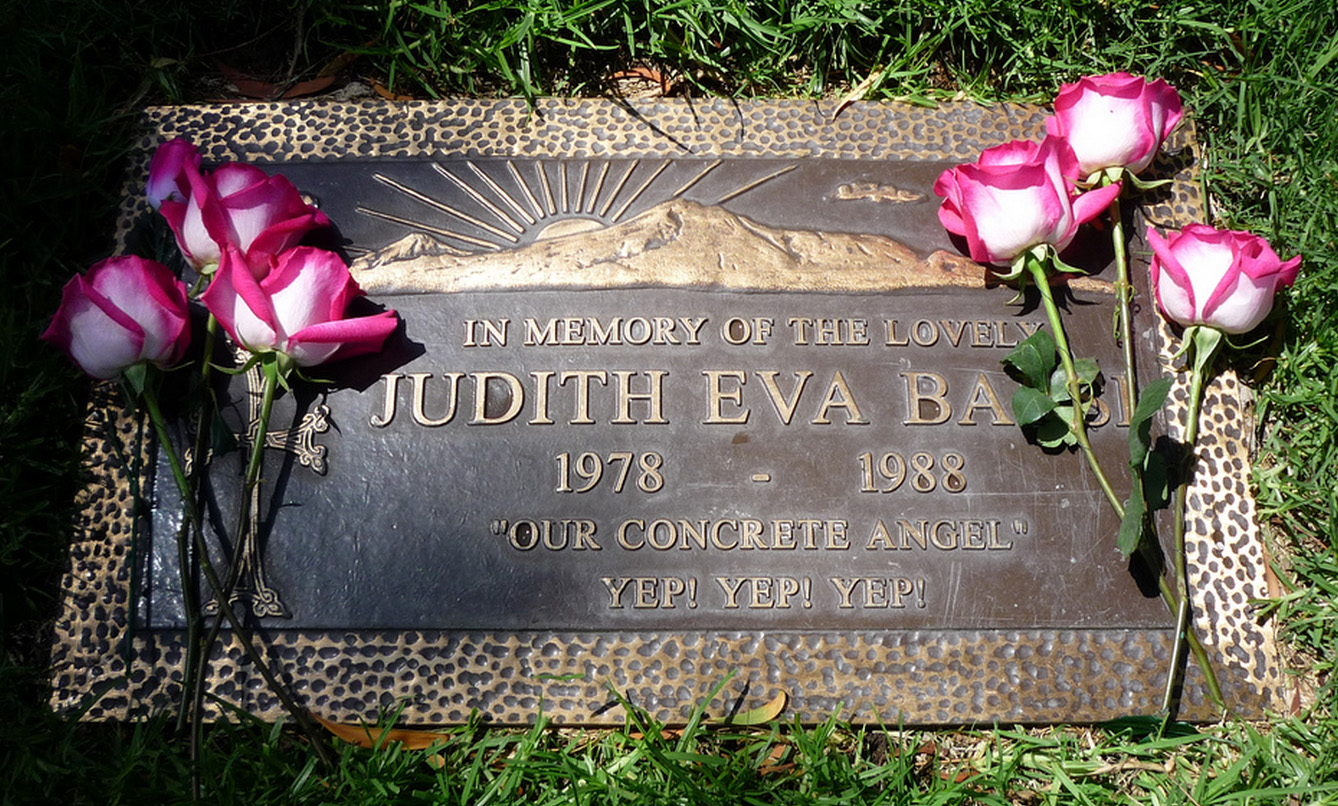
バーシの墓石

ジュディスの姿が最後に確認されたのは、1988年7月25日朝に道を自転車で走っているところだった。その夜、ジュディスは眠っている間に父親によって射殺された。銃声を聞いた母親は、ジュディスの安否を確認するために駆け付けたが、母親もまた射殺された。
父親は2人の遺体を3日間そのままにして家の周りをうろついた後、遺体にガソリンをかけて家に火をつけたあとガレージに行き、自分の頭を銃で撃ち自殺した。
母子の遺体はフォレスト・ローン・セメタリーに収容された。この時の参列者は75名で、多くは子供だった。
2004年、バーシのファンによって、墓石を立てるための基金が設立された。
アイリーン・キャラとフレディ・ジャクソンによって歌われた『天国から来たわんちゃん　チャーリーのお話』の主題歌"Love Survives"は、この映画に孤児アン・マリーの役で出演したバーシに捧げられたものである。

## 出演作品
| 映画       | 映画                                                          | 映画               | 映画 |
| 公開年     | 作品名                                                        | 役名               | 備考 |
| ---------- | ------------------------------------------------------------- | ------------------ | --- |
| 1986       | アイ・オブ・ザ・タイガー Eye of the Tiger                     | Jennifer Matthews  | |
| 1987       | スラム・ダンス Slam Dance                                     | ビーン             | |
| 1987       | ジョーズ'87 復讐篇 Jaws: The Revenge                          | テア・ブロディ     | |
| 1988       | リトルフット The Land Before Time                             | ダッキー           | アニメ映画 |
| 1989       | 天国から来たわんちゃん チャーリーのお話 All Dogs Go to Heaven | アン・マリー       | アニメ映画 |
| テレビ番組 |                                                               |                    | |
| 放送年     | 作品名                                                        | 役名               | 備考 |
| 1984       | Fatal Vision                                                  | 3歳の時のKimberly  | ミニシリーズ |
| 1985       | en:Kids Don't Tell                                            | Jennifer Ryan      | テレビ映画 |
| 1985       | 愛を覚えていますか Do You Remember Love                       | Kathleen           | テレビ映画 |
| 1985       | 新トワイライト・ゾーン The New Twilight Zone                  | バーティ           | 『静かなひととき』（原題：A Little Peace and Quiet）に出演                                                           |
| 1985       | en:There Were Times, Dear                                     | Molly Reed         | テレビ映画 |
| 1985       | en:The Fall Guy                                               | 少女               | Escape Clausに出演                                                                                                   |
| 1986       | en:Remington Steele                                           | Laurie Beth Piper  | Suburban Steeleに出演                                                                                                |
| 1986       | en:Punky Brewster                                             | アンナ             | Changes, part 2とChanges, part 3に出演                                                                               |
| 1986       | チアーズ Cheers                                               | 子供1              | Relief Bartenderに出演                                                                                               |
| 1986       | w:Cagney & Lacey                                              | Shauna Bard        | Disenfranchisedに出演                                                                                                |
| 1986       | w:The New Gidget                                              | 少女               | It's Only Rock & Rollに出演                                                                                          |
| 1987       | en:Destination America                                        | Amy                | テレビ映画 |
| 1988       | w:St. Elsewhere                                               | Debbie Oppenheimer | The Abby Singer Showに出演                                                                                           |
| 1988       | w:ABC Afterschool Special                                     | Billie Foster      | "A Family Again"に出演                                                                                               |
| 1988-1992  | 愉快なシーバー家 Growing Pains                                | 幼少時のキャロル   | 『マイクの卒業式』(原題：Graduation Day）、『さよならシーバー家(後編)』（原題：The Last Picture Show, part 2）に出演 |